# Eclipse (альбом Veil of Maya)
| Оценки критиков | Оценки критиков |
| Источник        | Оценка          |
| --------------- | --------------- |
| AllMusic        | [ 2 ]           |

Eclipse — четвёртый альбом американской группы Veil of Maya. Альбом был выпущен 28 февраля 2012 года и является самым коротким альбомом длительностью до 29 минут. Eclipse был написан и спродюсирован Мишей Мансуром, также известным под псевдонимом Bulb, который является гитаристом группы Periphery. Это первый альбом с участием бас-гитариста Дэна Хаузера и последний альбом с вокалистом Брэндоном Батлером.

## Вдохновение
Буклет на физической копии альбома рассказывает о вдохновении к написанию альбома Eclipse. В соответствии с этим группа встретила женщину во время гастролей в Италии, которая была слепой в течение половины своей жизни и прозрела во время солнечного затмения. В буклете говорится, что «солнечного затмения гораздо больше, чем кажется на первый взгляд». Гитарист Марк Окубо в интервью для «Guitar Messenger» рассказал историю о теме альбома. Название песни «Winter Is Coming Soon» является отсылкой к телесериалу «Игра престолов».

## Список композиций
Все композиции написаны Батлером, Мансуром и группой Veil of Maya.
1. «20/200» — 1:16
2. «Divide Paths» — 2:49
3. «Punisher» — 2:33
4. «Winter Is Coming Soon» — 2:12
5. «The Glass Slide» — 3:32 |
6. «Enter My Dreams» — 2:54
7. «Numerical Scheme» — 3:18
8. «Vicious Circles» — 3:18
9. «Eclipse» — 2:24
10. «With Passion and Power» — 4:05

## Участники записи
- Сэм Эпплбаум — ударные
- Марк Окубо — гитара
- Дэнни Хаузер — бас-гитара
- Брэндон Батлер — вокал